# Groninger Belang
Het Groninger Belang is een politieke partij die in de Nederlandse provincie Groningen actief is.

## Geschiedenis
Het Groninger Belang is een partij die is ontstaan uit een samenwerking tussen lokale partijen uit de gehele provincie Groningen. In 2015 won het GB haar eerste zetels in de Provinciale Staten van Groningen.

## Aangesloten partijen
De volgende gemeentelijke partijen zijn aangesloten bij het Groninger Belang:
| Gemeente         | Partij                            |
| ---------------- | --------------------------------- |
| Eemsdelta        | Gemeentebelangen Eemsdelta        |
| Eemsdelta        | Lokaal Belang Eemsdelta           |
| Groningen        | Stadspartij 100% voor Groningen   |
| Het Hogeland     | GemeenteBelangen Het Hogeland     |
| Midden-Groningen | GemeenteBelangen Midden-Groningen |
| Oldambt          | Gemeentebelangen Oldambt          |
| Pekela           | Samen voor Pekela                 |
| Stadskanaal      | Lokaal Betrokken                  |
| Veendam          | GemeenteBelangen Veendam          |
| Westerkwartier   | VZ Westerkwartier                 |

## Vertegenwoordigers en bestuurders

### Provinciale Staten
In de Provinciale Staten van Groningen had de partij in 2015 drie van de 43 zetels weten te bemachtigen. Deze drie zetels werden in 2019 en 2023 behouden. In dat laatste jaar trad fractieleider Bram Schmaal toe tot het College van Gedeputeerde Staten.

### Waterschappen
In 2023 deed het Groninger Belang voor het eerst mee met de waterschapsverkiezingen in de voor een groot deel Groningse waterschappen Noorderzijlvest en Hunze en Aa's. De partij behaalde respectievelijk één en twee van de 23 zetels in het algemeen bestuur.

### Eerste Kamer
De partij is vanaf 2014 samen gaan werken met andere regionale politieke partijen, deze hebben onder de naam Onafhankelijke Senaatsfractie samen één zetel in de Eerste Kamer.